# Jean Louisa Kelly

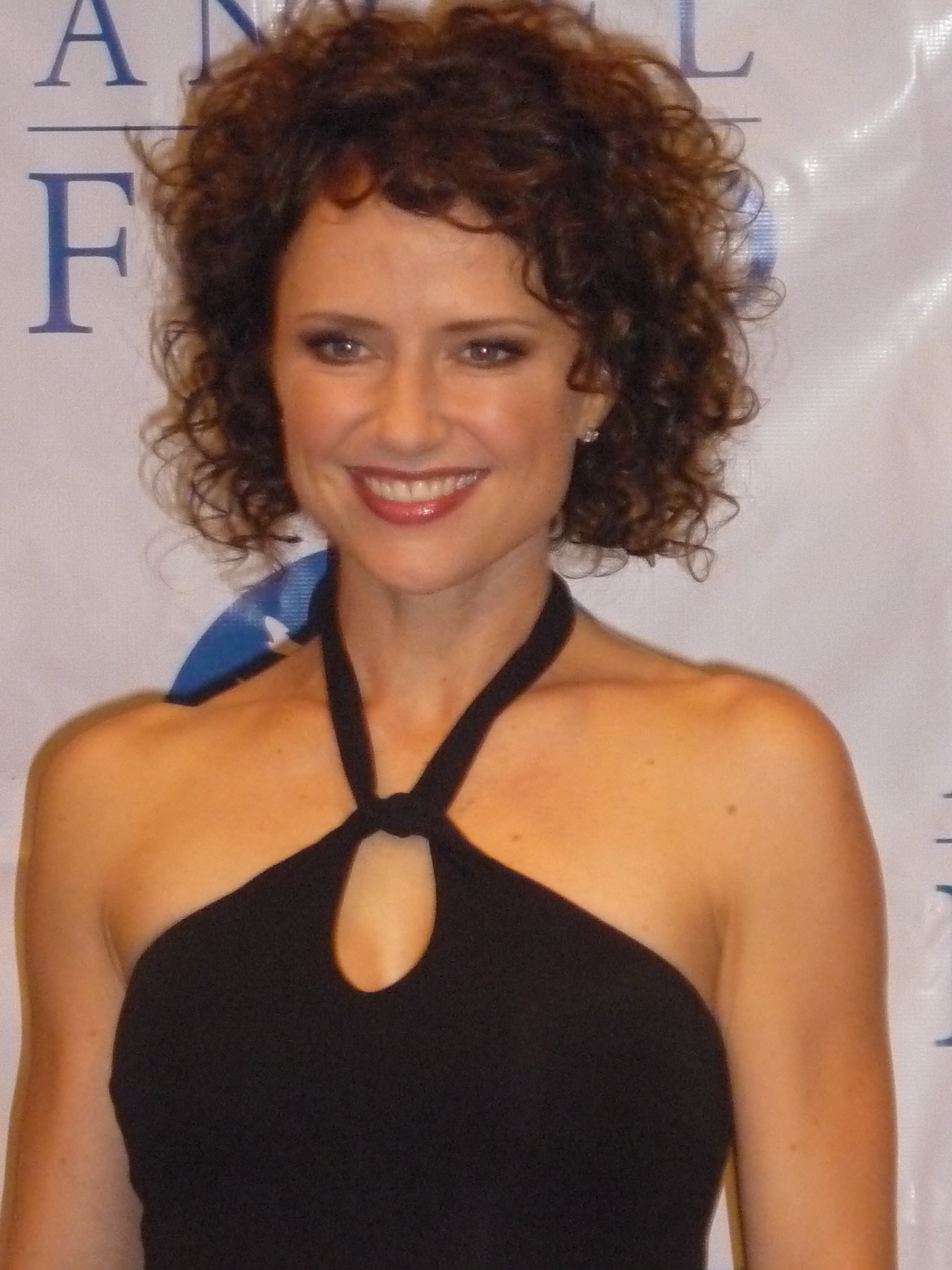
Jean Louisa Kelly (2009)

Jean Louisa Kelly (* 9. März 1972 in Worcester, Massachusetts) ist eine US-amerikanische Schauspielerin.

## Leben
In ihrer Kindheit lernte Jean Louisa Kelly Ballett, Jazz- und Stepptanz. Mit elf Jahren begann sie ihre Schauspielerkarriere. Sie spielte die Rolle der Annie im gleichnamigen Stück, das am Theatre by the Sea in Rhode Island aufgeführt wurde. Ihr Broadway-Debüt hatte sie 1987 in Into the Woods. 1989 spielte sie in ihrem ersten Film die Rolle der Tia Russel in Allein mit Onkel Buck. In den 1990ern machte sie für MCI und verschiedene andere Unternehmen Werbung. Außerdem hatte sie in mehreren Fernsehserien Gastauftritte, wie z. B. bei Ally McBeal, Starla und die Kristallretter und Law & Order. Im deutschen Fernsehen war sie in der US-Sitcom Yes, Dear zu sehen, in der sie die Kim Warner mimte.
1994 machte Kelly ihren Abschluss an der Columbia University mit Englisch als Hauptfach.
1997 heiratete Kelly James Pitaro, mit dem sie einen Sohn (* 2003) und eine Tochter (* 2006) hat.

## Filmografie (Auswahl)
- 1989: Allein mit Onkel Buck (Uncle Buck)
- 1992: American Shaolin
- 1994: Maggie, Maggie (Breathing Lessons, Fernsehfilm)
- 1995: Mr. Holland’s Opus
- 1995: Tad Lincoln, der Sohn des Präsidenten (Tad, Fernsehfilm)
- 1998: Abraham Lincoln – Die Ermordung des Präsidenten (The Day Lincoln Was Shot, Fernsehfilm)
- 1999: A Stranger in the Kingdom
- 2000: The Fantasticks
- 2000–2006: Yes, Dear (Fernsehserie, 122 Folgen)
- 2006: Grey’s Anatomy (Fernsehserie, Folge 2x23)
- 2001: Ally McBeal (Fernsehserie, Folge 4x10)
- 2008: Ghost Whisperer – Stimmen aus dem Jenseits (Ghost Whisperer, Fernsehserie, Folge 3x12)
- 2008: Gary Unmarried (Fernsehserie, Folge 1x08)
- 2009: The Three Gifts (Fernsehfilm)
- 2010: Locked Away
- 2010: The Glades (Fernsehserie, Folge 1x03)
- 2010: Burn Notice (Fernsehserie, Folge 4x11)
- 2010–2013: Hero Factory (Fernsehserie, 6 Folgen)
- 2011: CSI: Miami (Fernsehserie, Folge 9x14)
- 2013: The Good Mother (Fernsehfilm)
- 2014: Chance at Romance (Fernsehfilm)
- 2014: Zoe Gone
- 2015: Sin City Saints (Fernsehserie, 5 Folgen)
- 2017: Can’t Buy My Love (Fernsehfilm)
- 2017: The Bachelors
- 2017: Out of the Wild
- 2018: The Neighbor
- 2018: The Fosters (Fernsehserie, 2 Folgen)
- 2020: Ruf der Wildnis (The Call of the Wild)
- 2021: Malignant
- 2022: Top Gun: Maverick